# 162-га окрема механізована бригада (Україна)
162-га окрема механізована бригада (162 ОМБр) — військове формування механізованих військ Збройних сил України. Входить до складу ОК «Північ» і дислокується в Житомирській області.

## Структура
- Штаб[2]
- 1-й механізований батальйон[3]
- 2-й механізований батальйон[4]
- 3-й механізований батальйон[5]
- Відділенні збору та обробки інформації БПЛА[6]
- Рота РЕБ[7]
- Танковий батальйон[8]
- Зенітний ракетно-артилерійський дивізіон[9]
- Рота озброєння[10]
- Батарея управління та артилерійської розвідки[11]
- Група інженерного забезпечення[12]
- 1-й самохідно-артилерійський дивізіон[13]
- Рота РХБЗ[14]
- Група з'ясування обставин вчинення правопорушень[15]
- Відділення комунікацій[16]
- Батальйон безпілотних систем[17]

## Оснащення
- МТ-ЛБ[18]

## Традиції
Девіз бригади «Officium Vocat» — Обов'язок кличе
Девіз походить з твору Юрія Немирича «Роздуми про війну з московитами» XVII ст. цитатою з твору — «Обов'язок кличе прийти на допомогу Батьківщині усіх або принаймні тих, які віддані їй» На родовому гербі Ю. Немирича зображені 2 клямри (скоби) у вигляді діагонального (Андріївського) хреста вістрями донизу, які в нижній половині сходяться на зразок щипців. Меч вістрям до низу — символізує боротьбу за справедливу справу.